# ラッシング・ビート修羅
『ラッシング・ビート修羅』（ラッシング・ビートしゅら、RUSHING BEAT SHURA）は、1993年12月17日にスーパーファミコン用ソフトとしてジャレコから発売されたベルトスクロールアクションゲームである。2011年5月24日より、プロジェクトEGGにて配信開始。
日本国外でのタイトルは『The Peace Keepers』。日本国外版では一部キャラクターの名前やBGMの変更、ボンバー攻撃(ターミネイトスキル)のグラフィック差し替えなどが施されている。

## 概要
『ラッシング・ビートシリーズ』（1992年 - 1993年）の3作目。ステージ道中やボス戦の前後で会話シーンが入ったり、ステージ間でデモが入るなど、ストーリー面での強化がなされている。プレイヤーキャラクターの選択や道中の行動など、様々な要素でストーリーが分岐していく。ストーリーの展開によっては終始登場しないキャラクターや、通る必要が無いステージも存在する。ボスキャラクターとの会話パートでストーリーが進行することも多い。その他、マルチエンディングが採用されており、使用キャラクターやステージ内での行動によりエンディングが変化する。
過去2作に比べてプレイヤーキャラクターの性能が向上しており、ステージごとに待ち受けるボスキャラクターとの対決に重点が置かれた構成になっている。ボスキャラクターは各々が独自の特殊能力を持っているため、それに対し優位に戦えるキャラクターを選択するといった戦略性も生まれた。

## ゲーム内容

### システム
本作には残機の概念が無く、プレイヤーが倒されるとそのままコンティニュー待ちの状態となる。コンティニューすると、プレイヤーキャラクターを選んだ後、その場で復活する。なお、毎ステージ開始時にキャラクターを選択するシステムを採用している。
『ラッシングビート』シリーズ伝統の「怒りモード」は今作も健在。前作に比べて発動しやすくなり、ゲーム全般において利用価値が高くなった。特に投げ技の性能が飛躍的に向上するため、乱戦時やボスキャラクターとの戦いで高い効果を発揮する。
なお、前作『ラッシングビート乱』（1992年）にあった空中コンボは廃止されている。

### 今作から追加された技
ターミネイトスキル
発動と同時に完全無敵状態になり、画面全体の敵に大ダメージを与える。シューティングゲームのボンバーに相当する技。非常に強力な反面、使用回数に厳しい制限がある。なお、一部のキャラクターは性質が異なる（後述）。
強攻撃
YボタンとBボタン同時押しで出る特殊攻撃。キャラクターによって性能は様々だが、与えるダメージは総じて高い。
ガード
L、Rボタンで構えを取り、相手の攻撃をガードする。成功した場合はダメージを受けない。ボタンを押し続けることでガードの受付時間を伸ばすことが可能だが、一定時間で構えを解く。
ダウン攻撃
ダウンした相手に対してダメージを与える。前作『乱』とは異なり、追い打ち専用の固有技である。与えるダメージが大きく有用だが、キャラクターごとの性能差が激しい。

### アイテム
投げ武器
- ナイフ、岩、手榴弾、手裏剣 - 敵に投げつけて攻撃する。攻撃ボタンで投げると敵を貫通し複数の相手にダメージを与えることができ、Xボタンで投げると敵に当たった際に貫通せず、はね返る。

殴り武器
- 鉄パイプ、大型ナイフ、刀、釘バット - 武器を直接振って攻撃する。刀以外の武器で敵を攻撃すると相手をダウンさせられる。また、Xボタンで敵に投げつけることも可能。

回復アイテム
前作と同様に回復アイテムは持ち歩くことができ、任意の場所で使用可能。また、敵に投げつけてダメージを与えることもできる。
- ペロペロキャンディ - 体力を約4分の1回復させる。
- ドリンク - 体力を約2分の1回復させる。
- 救急箱 - 体力を全回復させる。

その他アイテム
- IDカード - 「悪しき都」（日本ステージ）で研究員から貰うことのできるアイテム。「悪しき都」中盤でのエイジ×3との戦闘を回避できる。

### VSモード
対戦格闘ゲームのようにプレイヤー同士で対戦するモード。後述の6人のプレイヤーキャラクターを使用する。マルチプレイヤー5を接続することで最大4人まで対戦することが可能。また対戦前にステージ、出現するアイテムといったものを選択することができる。

## 設定

### ストーリー
サイバークローン事件から数年後、新たな不安が人々を襲った。数百件にのぼる誘拐事件、未確認生物体の出現、治安隊と名乗る戦闘員の出現。これら一連の事件が、クルムバッハの「メシア・プロジェクト」の影響だと気づく者はいなかった。
未確認生物体の処理に、困り果てた政府に、一通の書類が届けられた。それは「メタルフレーム」の開発提案書であった。差出人はクルムバッハ・ローリンザム。かつて、バークレイ博士とともに「ジーカス」の開発で話題になった人物である。政府は、その提案に合意し援助金とサイバークローン事件後、放置されていた人工島を開発工場として、クルムバッハに提供した。
クルムバッハはダグラスモーター社を設立し、メタルフレームの開発を進めた。
同時に真の計画も…。
このダグラスモーター社の設立が、人類にどのような影響を与えることになるのか、この時点では分かるはずもなかった。そして今、人類社会がダグラスモーター社の影に飲み込まれつつあることも…。

### ステージ構成
本作の特徴として、選んだルートやステージ内での行動により、次のステージが分岐することが挙げられる。なお、括弧内の名称は便宜上のもので、公式の物ではない。
潜入（工場ステージ）
最初のステージ。ダグラスモーターの工場が舞台。途中ステージが分岐しており、一方のルートではボスがバーツに、もう一方のルートだとボスがマッコイとなる。また、選んだルートにより次のステージも変わる。
ボス：バーツorマッコイ
狂鬼（海岸ステージ）
「潜入」でマッコイと戦うルートを選ぶと来ることのできるステージ。前半は潜水艦からの爆撃攻撃を受けながら海岸沿いを進み、後半は建物内を進む。なお、建物に入る前に来た道を引き返すと、マンホールの蓋が開いており、そこに入るとそのままステージ「緑の悪魔」へと移動する。
ボス：バーツ
緑の悪魔（地下牢ステージ）
「潜入」でバーツと戦うルートを選ぶ、または「狂鬼」でマンホールに入ると来ることのできるステージ。地下牢が舞台で、床にジーカスが流れ込んできている。途中ルートが2つに分かれているが、最終的には同じところへ行きつく。セルが多数登場するほか、倒したダグや力尽きた研究員がセルに変化し襲い掛かってくる。ボスは「潜入」から来た場合はマッコイに、「狂鬼」から来た場合はバーツへと変化する。ボス戦後の部屋で右に進むか梯子に登るかで次のステージが分岐する。なお、ノートンのいる隠し部屋が存在し、そこに行くことでノートンを仲間にできる。
ボス：マッコイorバーツ
パイレーツ ドック（洞窟ステージ）
「緑の悪魔」の分岐で右に進むと来ることのできるステージ。洞窟が舞台で、アックスが多数登場するほか、岩が転がってくる場所が存在する。船に乗り込むか洞窟の奥にある梯子を登るかで次のステージが分岐するほか、あまり寄り道をしていると船に乗り遅れてしまう（船に乗り遅れた場合、次のステージは梯子を登るルートと同じになる。また、ノートンが仲間にいなければノートンが仲間になる）。梯子を登るルートの場合、ボスと戦わずに済む。
ボス：ハンター×3
見えない絆（水脈ステージ）
「狂鬼」を建物内に入ってクリアする、「緑の悪魔」の分岐で梯子を登る、「パイレーツ ドック」で洞窟の奥にある梯子を登る、または船に乗り遅れると来ることのできるステージ。前半は背景に滝が流れる水脈を、後半は研究所内を進む。前半部はルートが3つに分かれており、どこを選んだかにより後半部のステージ構造が若干変化する。
ボス：???????????
鋼の嵐（船ステージ）
「パイレーツ ドック」で船に乗り込むと来ることのできるステージ。バーネットの海賊船が舞台で、雑魚敵はアックスのみが登場する。ボスのメタルフレームを一定時間内に倒せたかどうかにより次のステージが分岐する。
ボス：メタルフレーム
追跡（空港ステージ）
「見えない絆」をクリアすると来ることのできるステージ。前半は空港を、後半は輸送機内部を進んでいく。ボスは登場しないが、最後に登場するロボデータ×2を一定時間内に破壊できたかどうかにより次のステージが分岐する。
ボス：なし
悪しき都（日本ステージ）
「鋼の嵐」でメタルフレームを一定時間内に倒すと来ることのできるステージ。日本が舞台で、前半は桜の咲き乱れる屋外を、後半は研究所内を進む。「見えない絆」と同じく前半部はルートが3つに分かれており、どこを選んだかにより後半部のステージ構造が若干変化する。なお、前半部に存在する茶屋のようなところに寄ることで、体力を回復させることが可能。
ボス：???????????
もうひとつの復讐（スラムステージ）
「追跡」でロボデータ×2を一定時間内に破壊できなかった場合来ることのできるステージ。ブラックエリアと呼ばれるスラムが舞台で、ディーン、アックスといった雑魚敵が登場する。また、ノートンが仲間にいない場合、ステージの途中でノートンが仲間になる。
ボス：ジョー&ジョニー
地図にない島（遺跡ステージ）
「鋼の嵐」でメタルフレームを一定時間内に倒せなかった、または「追跡」でロボデータ×2を一定時間内に破壊できた場合に来ることのできるステージ。前半は砂漠を、後半は空中遺跡のようなところを進む。ステージ冒頭でカルソニックが登場するが、そこでカルソニックを逃がした場合、ステージ前半部が地雷地帯に変わるほか、ステージ中盤で再びカルソニックと戦うこととなる。また、ボスは「鋼の嵐」から来た場合は???????????に、「追跡」から来た場合はヘルハイム×2へと変化する。なお、条件を満たすとこのステージでメタルフレームを仲間にすることができる。
ボス：カルソニック、???????????orヘルハイム×2
伝説の終り（屋敷ステージ）
「悪しき都」をクリアすると来ることのできるステージ。山岡の屋敷が舞台で、雑魚敵はエイジのみが登場する。山岡の部屋の前に置いてある金色の壷を破壊したか否かで、エンディングの内容と山岡の強さが変化する。
ボス：山岡
乱（橋ステージ）
「もうひとつの復讐」をクリアする、または「地図にない島」をクリアすると来ることのできるステージ。橋が舞台で、前作『ラッシング・ビート乱 複製都市』ステージ1前半部と同様にヘリによる妨害が入る。ステージ冒頭に登場するバーネットを攻撃したか否かで、エンディングの内容が変化する。
ボス：バーネット
狂った歯車（メタルフレーム工場ステージ）
「伝説の終り」をクリアする、または「乱」をクリアすると来ることのできるステージ。メタルフレーム工場が舞台。どのようなルートを経由しても、最終的にはこのステージへと行きつく。
ボス：鬼羅&鬼道
修羅（ラストステージ）
「狂った歯車」をクリアすると来ることのできるラストステージ。道中は短く登場する雑魚敵も少ないが、メタルフレーム×2、クルムバッハ、ベルクと3回ボスと戦わなくてはならない。
ボス：メタルフレーム×2、クルムバッハ、ベルク

### 用語
ジーカス
南米で発見されたレトロウイルスの亜種。発見者はジーカス・バークレイ。DNAの書換えが容易にできる上、通常ウイルスの100倍とも500倍ともいわれる複写能力を持つ。初めの戦い（初代『ラッシング・ビート』）の頃は少し特殊な覚醒剤としか知られていなかったが、「能力覚醒」という人間を強化する力を持っている。なお、ノートンの父親であるキンタークもこれを使っている。作中に登場する研究員の話では本来は医学のためのものだったらしく、作中では他にもジーカスにより正気を失う、人間が怪物化するといった描写がなされている。ジーカスに対するワクチンも存在し、グッドエンディングではこのワクチンによりエイミーとマッコイが生還している。
ダグラス・モーター社
軍事産業の大手メーカーであり、本作の敵となる企業。通称DM社。現社長はクルムバッハ・ローリンザム。前身は「ダグラス・メディカル社」という医療薬品メーカーで、ジーカスの発見者であるバークレイ博士も所属していた。

## 登場キャラクター
日本国外版で名称が違うキャラクターはスペルを2種類並べている。

### プレイヤーキャラクター
ディック・マクガード（DICK）(FLYNN)
本作の主人公。19歳。治安隊に殺された父、ハリーの仇を討つため、ダグラスモーター社壊滅を決意する。マーシャルアーツをベースにした我流の格闘術の使い手で、パンチとキックのコンビネーション、スライディングキックなど多彩な打撃技が特徴。その他、背負い投げ、ブリザードスープレックス、ジャーマンスープレックスといった投げ技を持つ。攻防ともにバランスが取れた、オーソドックスなキャラクターである。ターミネイトスキルは画面上の全ての敵に大ダメージを与える「ドラゴンウェーブ」（旋攻龍）。
彼の正体はクルムバッハによって造られた強化人間のプロトタイプであり、ある条件を満たすことによって隠された能力を発揮する。
エルフィン・バークレイ（ELFIN）(ECHO)
幼い頃、ハリーによってダグラスモーター社から救い出され、以後ディックの幼なじみとして過ごしてきた少女。18歳。過去の忌まわしい記憶から解放されるため、ディックと共に「あの男」が待つダグラスモーター社へ赴く。ムエタイ使いで、キックやエルボー、飛び膝蹴りといった技の他にフランケンシュタイナーなどトリッキーな技も持つ。パワーは見劣りするがスピードに長けたキャラクターであり、今作では唯一2段ジャンプが可能。2段ジャンプ中にコマンドを入力することで、特殊技「バーニング・ニーダイヴ」を発動させることができる。ターミネイトスキルは「バードストーム」（鳳凰乱舞）。
キスリング・ヴォーレン（KYTHRING）(AL)
現305部隊（通称ブラッディ・サファイア）隊長であり、ハリーが傭兵として305部隊を率いていた時の右腕。32歳。戦友であるハリーの死を知り、ディック達へ協力を申し出る。移動スピードやジャンプの性能などの機動力はやや劣るが、リーチや判定面で優れた技を多く持っている。投げ技はスプラッシュ・マウンテン、通天閣スペシャルといったプロレス技を用いる。特殊技として肩に担いでいるロケット砲を発射する「バズーカ・ショット」があり、武器を拾うことなく遠距離攻撃を行うことが可能。ターミネイトスキルは「アサルトタイガー」（猛虎裂破）。
ジミー・ハーガン（JIMMY）(PROKOP)
通称ジム。27歳。ダグラスモーター社に連れ去られた妹エイミーを取り戻すため、ダグラスモーター社へ乗り込む。他のキャラクターに比べ移動スピードが遅く、ダッシュも出来ない。ただしダッシュ攻撃の操作をすることで、走りこみながらのラリアットを放つ。機動力で劣る反面、攻撃で与えるダメージは非常に大きいパワータイプのキャラクターである。敵を掴んだ後にネックハンギングツリーの体勢で移動することが可能で、追加入力によって任意の場所でチョークスラムに移行する。また、特殊技「バキューム・キャプチャー」で離れている敵を掴むことも可能。ターミネイトスキルは「サンダーエッジ」（雷撃斬）。なお、特定の方法でストーリーを進めると、イベントにより死亡してしまう（明確な描写はされないが、イベント後ジミーを使うことができなくなる。また、エンディングにも登場しなくなる）。
リック・ノートン（NORTON）
前作、前々作の主人公。31歳。ネオ・シスコではすでに「伝説の人」となっている。今作では、ジーカスをこの世から消し去るため戦いに身を投じる。ゲーム中、特定のルートを通ることで仲間になり、プレイヤーキャラクターとして選択可能になる。なお、特殊な操作をすることでゲーム開始時から登場する。ディックと同様スタンダードなキャラクターだが、攻撃力や技のリーチなど全体的に性能が高い。投げ技は前作までとは異なり、敵の胸ぐらを掴み腕をグルグル回してからのパンチ、後方から掴んでの投げ技が2回連続でスープレックスを放つものに変更された。また、ターミネイトスキルは他のキャラクターと異なり、任意で怒りモードを発動するというものとなっている。
メタルフレーム（M-FRAME）(ORBOT)
外部へ持ち出されたメタルフレームのテスト機を改造したもの。ノートンと同じく、特定のルートを通ることにより仲間になる。特殊な操作でゲーム開始時から選択可能になる点も同様。ダッシュすることはできないが、Xボタンで地面を滑るように移動することが可能。爪による攻撃、空中からの頭突き、銃撃による遠距離攻撃、掴んだ敵を燃やすなど、多彩な攻撃を持つ。全体的に癖が強いがリーチや攻撃力などの面で群を抜いており、強力なキャラクターである。ただしダメージをいくら受けても怒りモードは発動せず、ターミネイトスキルも無い。
全く言葉を話さず、ストーリーには直接関わらない。しかしある条件を満たすことで言葉を話し、自我に基づく戦う理由があることが明らかになる。

### サブキャラクター
マリア・ノートン
リック・ノートンの妹であり、ネオシスコタイムズのジャーナリスト。ダグラスモーター社およびジーカスについて嗅ぎ回っていたため、ダグラスモーター社に捕えられてしまう。
エイミー
ジミーの妹。ダグラスモーター社によって誘拐され、ジーカスにより怪物と化してしまう。エンディングの種類によって、生存もしくは死亡する。
ハリー・マクガード
元305部隊の部隊長であった傭兵。ディック、エルフィンの育ての親であり、キスリングの元上官。ダグラスモーター社の治安隊の手により殺害される。
ジーカス・バークレイ
ジーカスの発見者であり、エルフィンの祖父。オープニングでクルムバッハへの協力を拒否したために殺害される。
ダグラス・ビルド
前作、前々作のプレイヤーキャラクター。最初のステージで特定の行動をすると会うことができる。本作では右足を負傷しており、戦いに参加することは無い。

### 敵キャラクター

#### 雑魚キャラクター
ダグ（DAG）(FNORD)
本作で最も弱い雑魚キャラクター。手に持つ鉤爪で攻撃をしてくる。小さくジャンプをする特殊移動があり、トラップを避けて移動する。
ボブ（BOB）(SQUASH)
肥満体型の敵。パンチやキックといった攻撃の他、投げ技も使用してくる。雑魚キャラクターとしては攻撃力が高い序盤の難敵。
セル（CELL）(MUTANT)
人間の死体がジーカスに侵されることによって生まれた怪物。特定のステージでは倒したダグがこの敵に変化することがある。舌を伸ばして攻撃してきたり、帯電しながらの体当たりを仕掛けてくる。また、他の雑魚キャラクターと違い、起き上がり時に掴むことができない。
スパイダー（SPIDER）
四足歩行型のロボット。他の敵に比べ背が低い。突進攻撃の他、電撃や火炎放射といった攻撃を仕掛けてくる。ダウンしている時間が他の敵より長いため、容易に追い討ち攻撃を当てられる。
アックス（AXE）(BLADE)
頭にバンダナを巻いた海賊風の敵。両手に持つ剣で連続攻撃を仕掛けてくる。攻撃力が高いが打たれ弱い。
エイジ（EIJI）(HISSATSU)
忍者。「悪しき都」（日本ステージ）や「伝説の終り」（屋敷ステージ）で数多く登場する。主に刀による攻撃を仕掛けてくる。移動スピードが速く、連続攻撃で一気に大ダメージを与えてくる強敵。セルと同じく起き上がり時に掴むことができない。
ディーン（DEAN）(BAKI)
ストリートギャング風の服装をした黒人。「もうひとつの復讐」（スラムステージ）に数多く登場する。パンチ、スライディング、ジャンプキック、掴み殴りなど多彩な攻撃を仕掛けてくる。

#### ボスキャラクター
バーツ（BART）(CONNOR)
「潜入」（工場ステージ）、「狂鬼」（海岸ステージ）、「狂鬼」から来た場合の「緑の悪魔」（地下牢ステージ）のボス。キスリングの元部下であり、マッコイの弟。ジーカスにより正気を失っている。連続パンチや回転タックルといった攻撃をしてくる。
マッコイ（MCCOY）(JESSE)
「潜入」（工場ステージ）、「潜入」から来た場合の「緑の悪魔」（地下牢ステージ）のボス。キスリングの元部下であり、バーツの兄。ジーカスに侵された弟を助けるため、クルムバッハに協力することとなる。主にナイフによる攻撃を仕掛けてくる他、「緑の悪魔」で登場した場合は回転タックルも使用してくる。エイミーと同じく、エンディングの種類により生存もしくは死亡する。
 ???????????
「見えない絆」（水脈ステージ）、「悪しき都」（日本ステージ）、「鋼の嵐」（船ステージ）から来た場合の「地図にない島」（遺跡ステージ）のボス。ジーカスにより怪物と化したエイミー。かなりの巨体を有する。腕を伸ばしての殴り攻撃をしてくる。
ハンター（HUNTER）(THIRDON)
「パイレーツ ドック」（洞窟ステージ）のボス。バーネット三鬼士を名乗る3人1組の海賊。ジャンプ斬りで攻撃してくる。
メタルフレーム（M-FRAME）(ORBOT)
「鋼の嵐」（船ステージ）のボス。ダグラスモーター社が造り出した人型兵器。プレイヤーキャラクターとして使うものと同じく爪による攻撃、銃撃、掴んだ相手を燃やすといった攻撃手段を持つ。「修羅」（ラストステージ）では2体同時に出現する。
カルソニック（CALSONIC）(CRONUS)
「地図にない島」（遺跡ステージ）冒頭に登場するクルムバッハの部下。見た目はボブの色違い。投げ技、銃を撃つ、ヒップドロップといった攻撃を仕掛けてくる。
ヘルハイム（HELHEIM）(MUTANT 1)
「追跡」（空港ステージ）から来た場合の「地図にない島」（遺跡ステージ）のボス。見た目はセルの色違い。2体1組で襲い掛かってくる。帯電しながらの体当たりや頭突きといった攻撃を行い、変則的かつ素早い動きをする。
ジョー&ジョニー（JOE & JONY）(KUCHEK & GOR)
「もうひとつの復讐」（スラムステージ）のボス。2人組のレスラー。スラムで武闘大会を開いている。紫の服がジョー、赤い服がジョニー。攻撃力が高く、様々なプロレス技を使用する上、2人いるとツープラトン攻撃(ジョニーが高く掲げてからのジョーがネックブリーカードロップ)も仕掛けてくる。
山岡（YAMAOKA）
「伝説の終り」（屋敷ステージ）のボス。クルムバッハに従う日本の格闘家。巴投げ、足からエネルギー弾を放つ、高速で動き回りこちらを掴もうとする（掴まれると巴投げを喰らう）などの技を持っている。また、彼の部屋の前に置いてある金色の壷は彼にとって大切なものらしく、それを破壊すると山岡は怒り狂い、より強力な山岡と戦うことになる。金色の壷を破壊すると、一部の例外を除きバッドエンディングとなる。
その正体は前作『ラッシング・ビート乱 複製都市』のプレイヤーキャラクター、ロード・Jであり、ノートンで彼を倒すとその正体およびクルムバッハに従う理由を聞ける。
バーネット（BURNET）(DERVISH)
「乱」（橋ステージ）のボス。クルムバッハ配下の海賊団のキャプテンで、アイパッチをつけた隻眼の男。回転斬りで攻撃してくる。なお、海賊船の他に潜水艦も所有しており、ステージによってはこの潜水艦による爆撃攻撃を仕掛けてくる。
鬼羅&鬼道（KIRA&ONIDO）
「狂った歯車」（メタルフレーム工場ステージ）のボス。クルムバッハ側近の2人組の忍者。戸隠流殺法の使い手。瞬間移動、高速の突進突き、ジャンプ斬り、手裏剣投げといった多彩な技を使用してくる。
クルムバッハ（KULMBACH）(IAGO)
「修羅」（ラストステージ）のボス。ダグラスモーター社の現社長。ジーカス、メタルフレーム、強化人間を使い、世界を我が物にしようと企んだ。最初は剣による斬りつけを行い、剣を落とした後は高速の突進キックで攻撃してきたり、手榴弾を投げ付けてくる。壷のコレクターという一面を持っている。
ベルク（VELK）(TYBALT)
クルムバッハを倒した後に登場する本作のラストボス。クルムバッハによって造り出された強化人間。素早く突進しながらのパンチや衝撃波による範囲攻撃など、強力な技を使う。更に時折ターミネイトスキル（ドラゴンウェーブ）を使用してくる。ターミネイトスキルは喰らうと大ダメージを受けるが、ガードすることが可能。

## 他機種版
| No. | タイトル                                                | 発売日        | 対応機種                   | 開発元   | 発売元             | メディア                       | 型式 | 備考                             |
| --- | ------------------------------------------------------- | ------------- | -------------------------- | -------- | ------------------ | ------------------------------ | ---- | -------------------------------- |
| 1   | ラッシング・ビート修羅                                  | 2011年5月24日 | Windows                    | ジャレコ | D4エンタープライズ | ダウンロード (プロジェクトEGG) | -    |                                  |
| 2   | 16ビットコレクション ジャレコ Vol.1                     | 2017年9月30日 | レトロデュオ （SFC互換機） |          | JNNEX              | ロムカセット                   | -    | 他SFC用4タイトルとのカップリング |
| 3   | Super Nintendo Entertainment System - Nintendo Classics | 2020年9月23日 | Nintendo Switch            | 任天堂   | 任天堂             | ダウンロード                   | -    |                                  |

## スタッフ
- ディレクター：K-HOSHI（星和明）、おおたしげゆき
- プログラム：吉田明広、KURONEKO[KMC]（大原健志）、V50 AKIYAMA（あきやまのぼる）
- キャラクター・グラフィック：NOBUYUKI :CANDY: KURAMOCHI（倉持伸幸）、CHIMALL、RGZ-ICHIGO. [7・8 BG]、LAKUKU 1993 [4A,4B BG]（前川恵一）、WONDER 3
- 背景グラフィック：高橋将人、むらやまともゆき、福島洋一
- 音楽：伊勢村篤義、HYU（内田哉）
- スペシャル・サンクス：水谷卓郎、森田かちさと、たなかのぶこ、松橋祐一、ALL JALECO STAFF、いのうえつよし
- プロデュース：TEAM PURE HEART

## 評価
ゲーム誌『ファミコン通信』の「クロスレビュー」では、6・6・7・5の合計24点（満40点）、『ファミリーコンピュータMagazine』の読者投票による「ゲーム通信簿」での評価は以下の通りとなっており、19.5点（満30点）となっている。
| 項目 | キャラクタ | 音楽 | お買得度 | 操作性 | 熱中度 | オリジナリティ | 総合 |
| 得点 | 3.5        | 3.2  | 3.1      | 3.3    | 3.4    | 3.0            | 19.5 |

## 備考
クルムバッハの部屋やバーネットの海賊船に「王」のようなマークがあるが、これは同じくジャレコから発売された『プラスアルファ』（1989年）、『妖精物語ロッドランド』（1990年）、『ソルダム』（1992年）などに登場した「セキーロ・パパ」のマークと同じである（本作との関連は不明）。